# Sobków-Nida
Sobków-Nida – część miasta Sobków w Polsce położona w województwie świętokrzyskim, w powiecie jędrzejowskim, w gminie Sobków. Do 31 grudnia 2024 była samodzielną kolonią.
W latach 1975–1998 miejscowość należała administracyjnie do województwa kieleckiego.